# تئو پورشیر
تئو پورشیر (تلفظ در فرانسوی: [te.o puʁ.ʃɛʁ]؛ زادهٔ ۲۰ اوت ۲۰۰۳) راننده مسابقه‌ای، راننده خودروی مسابقه‌ای، و اتومبیل‌ران فرمول ۱ اهل فرانسه است. این راننده اخیرأ برای تیم ارو مک‌لارن‌ در مسابقات سری ایندی‌کار مسابقه داده است.

پورشیر فعالیت خود را مسابقات اتومبیل های تک نفره را در سال ۲۰۱۸ در مسابقات قهرمانی نوجوانان فرمول ۴ فرانسه شروع کرد. سال بعد، او به مسابقات سطح بالاتر رفت و قهرمانی فرمول ۴ آداک ۲۰۱۹ را به دست آورد. پورشایر با تیم ای‌آر‌تی گرند پری برای حضور در مسابقات قهرمانی فرمول ۳ فصل ۲۰۲۰ قرارداد همکاری امضا کرد و با سه امتیاز کمتر نسبت به اسکار پیاستری نایب قهرمان این سری شد. این تیم او را به مسابقات قهرمانی فرمول ۲ در سال ۲۰۲۱ برد و در طول اولین سال او در رده پنجم جدول رده بندی قرار گرفت. این راننده فرانسوی در سال ۲۰۲۲ نایب قهرمان این مسابقات شد و در سال ۲۰۲۳ عنوان قهرمانی را به دست آورد. در سال ۲۰۲۴، به طور موقت با ارو مک‌لارن در سری ایندی‌کار شرکت کرد و جایگزین دیوید مالوکاس مصدوم شد.

## حرفه ورزشی

### کارتینگ
پورشایر در شهر گرس، فرانسه به دنیا آمد، کارتینگ را در سن دو و نیم سالگی شروع کرد و اولین مسابقه خود را در هفت سالگی انجام داد. از آنجا او چندین قهرمانی را در زادگاهش فرانسه به دست آورد و همچنین در مسابقات قهرمانی نوجوانان کارتینگ آلمان (DKM Junior) به مقام قهرمانی رسید.

### مسابقات قهرمانی فرمول ۴ آداک

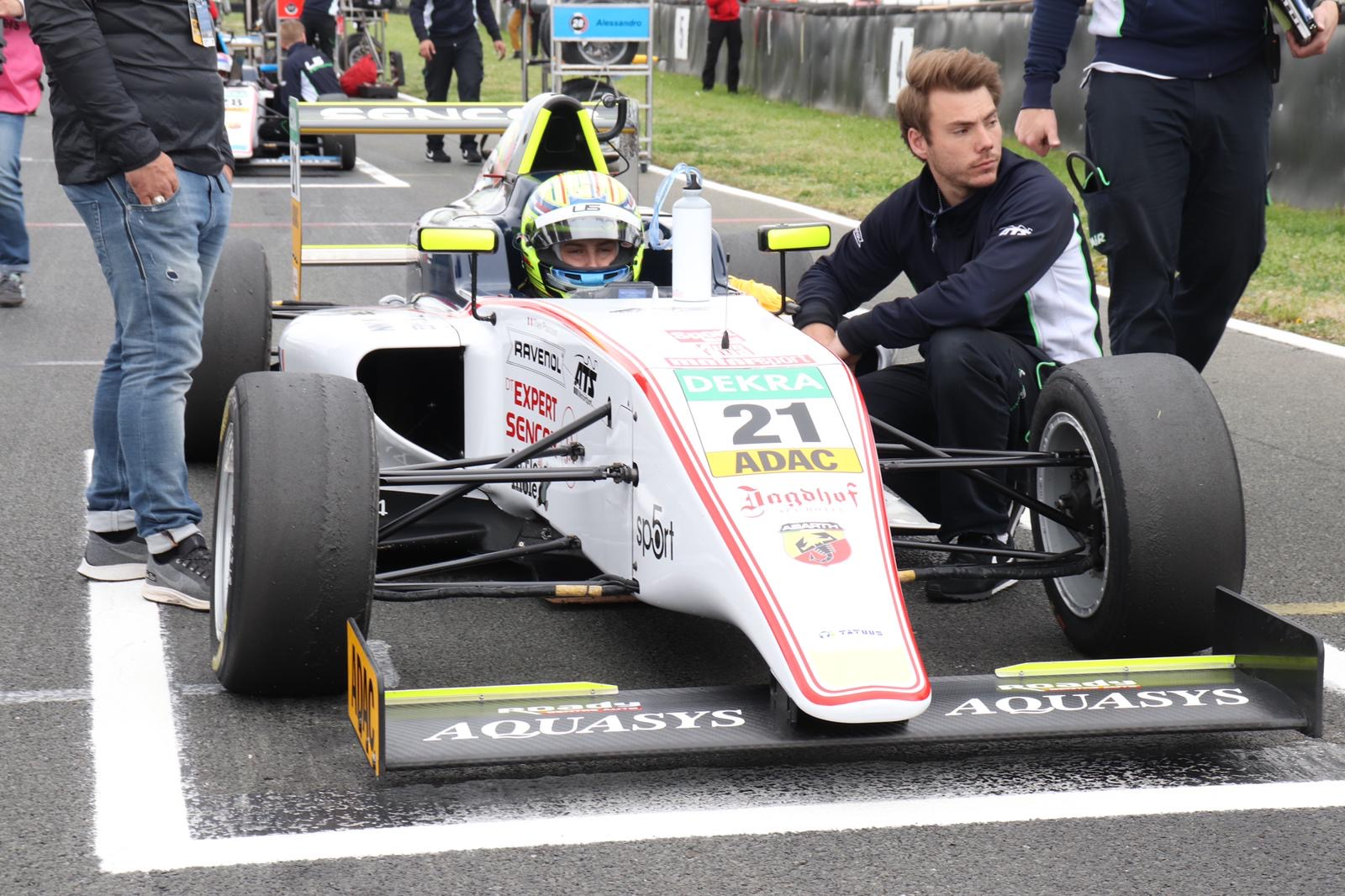
پورشیر در سری مسابقات فرمول ۴ اداک

در سال ۲۰۱۹ پورشیر در سطح مسابقات فرمول ۴ باقی ماند، اما به سری مسابقات آمریکایی فرمول ۴ آداک رفت.
پورشایر با کسب مقام دوم در مسابقه دوم در اوشرسلبن، اولین سکوی خود را در این سری کسب کرد.
در مسابقه ردبول رینگ، پورشایر در دومین مسابقه مقام دوم را کسب کرد. با این حال جریمه برای دنیس هاگر، رقیب قهرمانی و راننده نوجوان تیم ردبول، باعث شد که پورشیر اولین برد خود در سری مسابقات فرمول ۴ آداک را به دست بیاورد. او روز بعد در مسابقه دوم مقام سوم را به دست آورد. پورشیر در مسابقه پشتیبانی جایزه بزرگ آلمان یک سکوی دوگانه  و دو مقام سوم دیگر را نیز در جایزه بزرگ زندورت به دست آورد.

### مسابقات قهرمانی فرمول ۳
قهرمانی فرمول 3 FIA
در اکتبر سال ۲۰۱۹، پورشایر در تست های پس از پایان فصل در پیست ریکاردو تورمو شرکت کرد و در سه جلسه با تیم های کارلین باز ریسینگ و ای‌آر‌تی گرند پری شرکت کرد. دو ماه بعد، او برای رقابت در فصل ۲۰۲۰ مسابقات قهرمانی فرمول ۳ به ای‌آر‌تی گرند پری پیوست. این فصل قرار بود در ماه مارس در بحرین شروع شود، اما به دلیل دنیاگیری کووید-۱۹ به ژوئیه موکول شد. پورشایر در برای مسابقه اول در ردبول‌رینگ شروع سختی برای مسابقه افتتاحیه فصل داشت، و به لطف عملکرد ضعیف خود در تعیین خط در رده های سیزدهم و بیست و ششم در دو مسابقه قرار گرفت. با این حال با کسب رتبه پنجم در تعیین خط و رده نهم در مسابقه اول در دومین آخر هفته ردبول رینگ نتایج قبلی خود را به فراموشی سپرد. برای مسابقه دوم در این آخر هفته در جایگاه دوم قرار گرفت و از جیک هیوز در پیچ اول پیش افتاد. علیرغم اینکه هیوز و لیام لاوسون از او سبقت گرفتند، هر دو راننده بعداً در مسابقه با هم برخورد کردند و برد به پورشیر رسید تا او اولین پیروزی خود در مسابقات قهرمانی فرمول ۳ را در ۱۶ سالگی به دست آورد تا او را تبدیل به جوان ترین راننده ای تبدیل کند که در مسابقات قهرمانی فرمول ۳ برنده شده است.

## مسابقات ژاپنی سوپر فرمولا
پورشیر برای تست های مسابقات سوپر فرمولا درپیست سوزوکا  در تاریخ ۷ تا ۸ دسامبر ۲۰۲۲ با کوندو ریسینگ حضور پیدا  اما این تست ها لغو شد. اولین تست او در ۶-۸ دسامبر سال بعد انجام شد.

### ۲۰۲۴: محدودیت در مسابقات
تیم ایمپول خیلی زود تأیید کرد که پورشایر برای آنها در مسابقات قهرمانی سوپر فرمولا فصل ۲۰۲۴ مسابقه خواهد داد. پورشیر در اولین مسابقه فصل در سوزوکا، پس از خروج مسیر در مسابقه که باعث شد رده های بسیار زیادی را از دست بدهد، هجدهم شد.
پورشایر به طور کلی از مسابقات قهرمانی سوپر فرمولا انصراف داد تا با تیم ارو مک‌لارن در مسابقات سری ایندی‌کار به صورت پاره وقت شرکت کند.

## فرمول یک
پورشایر به عنوان بخشی از قرارداد خود با تیم یو‌اس ریسینگ در سری مسابقات قهرمانی فرمول ۴ آداک در سال ۲۰۱۹، به عضویت تیم ساوبر جونیور درآمد. در ژوئن ۲۰۲۰، پورشیر قرارداد خود را با این تیم تمدید کرد.
پورشایر اولین تست فرمول یک خود را در اوت سال ۲۰۲۱ با رانندگی آلفا رومئو ریسینگ سی۳۸ در ورزشگاه هونگارورینگ انجام داد. نام پورشایر به عنوان یکی از مدعیان صندلی دوم آلفارومئو در کنار والتری بوتاس قرار گرفت، اما این صندلی به راننده چینی گوانیو ژو رسید. رئیس تیم آلفارومئو، فردریک واسور، اظهار داشت که حضور پورشیر در فرمول یک "خیلی ریسکی" است.

پورشیر در فصل ۲۰۲۲ به عنوان تست با تیم فرمول یک آلفارومئو در جلسه تمرینی جمعه شرکت کرد.  پورشیر اولین حضور خود را در تمرینات تیم آلفارومئو در جلسه تمرینی اول جایزه بزرگ ایالات متحده ۲۰۲۲ انجام داد همچنین او تایید کرد که راننده ذخیره تیم برای فصل ۲۰۲۳ خواهد شد. پورشایر همچنین در تست های پس از فصل در ابوظبی شرکت کرد.